# Modena (zespół wyścigowy)
Modena – zespół Formuły 1 z Włoch.
Zespół nie odniósł większych sukcesów i często nazywany jest Lambo albo Lamborghini ze względu na powiązania z włoskim producentem.

## Historia
Zespół po raz pierwszy zaprezentował się jako team meksykański pod nazwą GLAS na początku 1990 r., z byłym kierowcą teamów Alfa Romeo i Spirit – Mauro Baldim i kontraktem na silniki V12 od Lamborghini. Jednak meksykańscy inwestorzy zniknęli, a Lamborghini postanowiło uratować zespół. Siedziba została przeniesiona do Modeny we Włoszech (stąd nowa nazwa) i zespół dołączył do stawki na sezon 1991. Lamborghini niechętnie odnosiło się do stwierdzenia, że byli tylko pracownikami zespołu, gdyż mogło źle się to odbijać na wizerunku marki, chociaż większość mediów zignorowała ten fakt. Jednakże Modena Team, po zastrzyku gotówki od Lamborghini, była całkowicie niezależna.
Według listy wejściowej sezonu 1991, Modena Team był zespołem, zaś nadwozie oznaczone było Lambo 291. Kierowcami byli Nicola Larini i Eric van de Poele. Oba auta musiały przejść przedkwalifikacje w pierwszej połowie sezonu i każdy kierowca dokonał tego tylko raz – Larini podczas GP Stanów Zjednoczonych, kończąc wyścig na 7. miejscu, zaś van de Poele w San Marino, na początku jadąc na piątym miejscu, dopóki przez awarię nie spadł na 9. pozycję na okrążenie przed końcem wyścigu.
W połowie sezonu zespół był w poważnych kłopotach finansowych. Lamborghini odmówiło udostępnienia jakichkolwiek funduszy i choć zespół mógł przejść przedkwalifikacje, nie mógł dokonać żadnego postępu. Larini wziął udział w jeszcze czterech wyścigach: wypadając z GP Niemiec, dojeżdżając na 16-tej pozycji na Węgrzech oraz we Włoszech i zderzając się z Jeanem Alesi w Australii.
Mimo tego zespół zniknął przed sezonem 1992.

## Wyniki w Formule 1
| Legenda oznaczeń w tabelach wyników Wyświetl szablon na nowej stronie | Legenda oznaczeń w tabelach wyników Wyświetl szablon na nowej stronie                                                                     |
| Oznaczenie                                                            | Wyjaśnienie |
| --------------------------------------------------------------------- | --- |
| Złoty                                                                 | Zwycięzca lub mistrzostwo |
| Srebrny                                                               | 2. miejsce lub wicemistrzostwo |
| Brązowy                                                               | 3. miejsce lub II wicemistrzostwo |
| Zielony                                                               | Ukończył, punktował (w klasyfikacji generalnej, gdy zdobył co najmniej jeden punkt na przestrzeni sezonu, poza trzema powyższymi opcjami) |
| Niebieski                                                             | Ukończył, nie punktował (w klasyfikacji generalnej, gdy nie zdobył co najmniej jednego punktu na przestrzeni sezonu)                      |
| Czerwony                                                              | Nie zakwalifikował się (NZ) |
| Czerwony                                                              | Nie prekwalifikował się (NPK) |
| Różowy                                                                | Nie ukończył (NU) |
| Różowy                                                                | Niesklasyfikowany (NS) (w klasyfikacji generalnej, gdy nie został sklasyfikowany w żadnym wyścigu sezonu)                                 |
| Czarny                                                                | Zdyskwalifikowany (DK) |
| Czarny                                                                | Wykluczony (WYK/EX) |
| Biały                                                                 | Nie wystartował (NW) |
| Biały                                                                 | Kontuzjowany (K/INJ) |
| Biały                                                                 | Wyścig odwołany (OD/C) |
| Bez koloru                                                            | Został wycofany (WYC/WD) |
| Bez koloru                                                            | Nie przybył (NP/DNA) |
| Bez koloru                                                            | Nie brał udziału w treningach (NT/DNP) |
| Bez koloru                                                            | Nie został zgłoszony (–) |
| Pogrubienie                                                           | Start z pole position |
| Kursywa                                                               | Najszybsze okrążenie wyścigu |
| †                                                                     | Nie ukończył, ale jego rezultat został zaliczony ze względu na przejechanie więcej niż 90% dystansu wyścigu.                              |
| *                                                                     | Sezon w trakcie |
| 1/2/3                                                                 | Punktowana pozycja w sprincie kwalifikacyjnym                                                                                             |
| Lista systemów punktacji Formuły 1                                    | |

| Rok  | Nadwozie  | Silnik                | Opony | Kierowcy          | Wyniki w poszczególnych eliminacjach | Wyniki w poszczególnych eliminacjach | Wyniki w poszczególnych eliminacjach | Wyniki w poszczególnych eliminacjach | Wyniki w poszczególnych eliminacjach | Wyniki w poszczególnych eliminacjach | Wyniki w poszczególnych eliminacjach | Wyniki w poszczególnych eliminacjach | Wyniki w poszczególnych eliminacjach | Wyniki w poszczególnych eliminacjach | Wyniki w poszczególnych eliminacjach | Wyniki w poszczególnych eliminacjach | Wyniki w poszczególnych eliminacjach | Wyniki w poszczególnych eliminacjach | Wyniki w poszczególnych eliminacjach | Wyniki w poszczególnych eliminacjach | Punkty | Miejsce |
| ---- | --------- | --------------------- | ----- | ----------------- | ------------------------------------ | ------------------------------------ | ------------------------------------ | ------------------------------------ | ------------------------------------ | ------------------------------------ | ------------------------------------ | ------------------------------------ | ------------------------------------ | ------------------------------------ | ------------------------------------ | ------------------------------------ | ------------------------------------ | ------------------------------------ | ------------------------------------ | ------------------------------------ | ------ | ------- |
| 1991 | Lambo 291 | Lamborghini L3512 V12 | G     |                   | USA                                  | BRA                                  | SMR                                  | MON                                  | CAN                                  | MEX                                  | FRA                                  | GBR                                  | GER                                  | HUN                                  | BEL                                  | ITA                                  | POR                                  | ESP                                  | JPN                                  | AUS                                  | 0      | NS      |
| 1991 | Lambo 291 | Lamborghini L3512 V12 | G     | Nicola Larini     | 7                                    | NPK                                  | NPK                                  | NPK                                  | NPK                                  | NPK                                  | NPK                                  | NPK                                  | NU                                   | 16                                   | NZ                                   | 16                                   | NZ                                   | NZ                                   | NZ                                   | NU                                   | 0      | NS      |
| 1991 | Lambo 291 | Lamborghini L3512 V12 | G     | Eric van de Poele | NPK                                  | NPK                                  | 9                                    | NPK                                  | NPK                                  | NPK                                  | NPK                                  | NPK                                  | NZ                                   | NZ                                   | NZ                                   | NZ                                   | NZ                                   | NZ                                   | NZ                                   | NZ                                   | 0      | NS      |